# التغييرات الإقليمية لبولندا بعد الحرب العالمية الثانية

حدود بولندا القديمة والجديدة، 1945

كانت التغييرات الإقليمية لبولندا بعد الحرب العالمية الثانية كبيرة جدا، وأصبح خط أودر-ناي  الحدود الغربية لبولندا وخط كورزون  حدودها الشرقية. في عام 1945، بعد هزيمة ألمانيا النازية، أعيد ترسيم حدود بولندا وفقًا للقرارات التي اتخذها الحلفاء أولاً في مؤتمر طهران عام 1943، حيث طالب الاتحاد السوفيتي بالاعتراف بالخط الذي اقترحه وزير الخارجية البريطاني اللورد كورزون في عام 1920.

وكرر جوزيف ستالين الموقف السوفيتي نفسه مرة أخرى في مؤتمر يالطا مع روزفلت وتشرشل في فبراير 1945، ولكن بقوة أكبر في مواجهة الهزيمة الألمانية التي تلوح في الأفق. تم التصديق على الحدود الجديدة في مؤتمر بوتسدام في أغسطس 1945 تمامًا كما اقترح ستالين الذي سيطر بالفعل على شرق أوروبا الوسطى بأكملها. تذكر هاري ترومان: 
قام الاتحاد السوفيتي بضم مناطق كبيرة من بولندا، واليوم تشكل تلك المناطق جزءًا من ليتوانيا وبيلاروسيا وأوكرانيا. أعطيت بولندا بدلاً من ذلك ولاية دانزيغ الحرة والمناطق الألمانية شرق نهر أودر ونايسه (انظر المناطق المستعادة ). شمل التطهير العرقي لكل من البولنديين والألمان 1945-1946 ملايين الأشخاص. غطت الأراضي البولندية في 1919-1939 مساحة 386,418 كيلومتر مربع (149,197 ميل2) . ولكن منذ عام 1947، تم تخفيضها إلى 312,679 كيلومتر مربع (120,726 ميل2)، وبالتالي فقد البلد 73,739 كيلومتر مربع (28,471 ميل2) من أرضه. يرقى هذا الاختلاف إلى حجم جمهورية التشيك تقريبًا، على الرغم من أن بولندا انتهت بساحل طويل على بحر البلطيق مقارنة بحدود 1939.

## نتيجة
تم ضم الأراضي البولندية الشرقية قبل الحرب في كريسي، والتي اجتاحها الجيش الأحمر خلال الغزو النازي السوفيتي لبولندا في عام 1939 (باستثناء منطقة بياليستوك ) بشكل دائم من قبل الاتحاد السوفياتي، وطرد معظم سكانها البولنديين. نتيجة لاتفاق بوتسدام الذي لم تتم دعوة حكومة بولندا في المنفى إليه، فقدت بولندا 179,000 كيلومتر مربع (69,000 ميل2) (45٪) من أراضي ما قبل الحرب في الشرق، بما في ذلك أكثر من 12 مليون مواطن منهم 4,3 مليون من الناطقين باللغة البولندية. اليوم، هذه الأراضي جزء من بيلاروسيا وأوكرانيا وليتوانيا.
في المقابل، تم إعطاء بولندا مناطق أصغر بكثير في الغرب من مناطق فترة ما بعد الحرب بما في ذلك مدينة دانزيغ الحرة قبل الحرب والأراضي الشرقية السابقة لألمانيا شرق خط أودر-نايسه، وتتألف من الجزء الجنوبي من بروسيا الشرقية ومعظم بوميرانيا، نيومارك (شرق براندنبورغ)، وسيليزيا الألمانية. هرب السكان الألمان أو طُردوا لإعادة توطين هذه الأراضي المستعادة (مصطلح رسمي) مع طرد البولنديين من المناطق الشرقية وتلك التي كانت في وسط بولندا. أُعيدت منطقة زاولزي الصغيرة، التي ضمتها بولندا في أواخر عام 1938 إلى تشيكوسلوفاكيا بناءً على أوامر ستالين.